# Rudolf Scheller

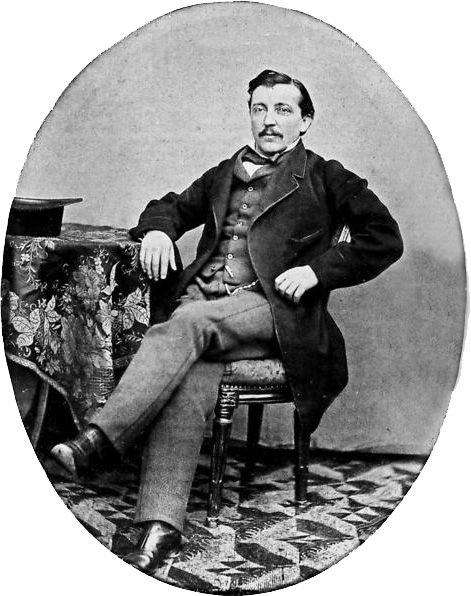
Rudolf Scheller, um 1880

Friedrich Heinrich Rudolf Scheller (* 12. Mai 1822 in Hildburghausen; † 14. Januar 1900 in Münchengosserstädt) war ein deutscher Apotheker und Unternehmer in der Lebensmittelindustrie. Er entwickelte 1870/1871 als Erster die Herstellung von Trockensuppen, die er ab 1872 industriell produzierte.

## Leben
Rudolf Scheller war der Sohn des Bankiers und Unternehmers Johann Erdmann Scheller (1785–1845) und dessen Ehefrau Karolina Maria Scheller geb. Schumann (1797–1858). Nach seinem Schulbesuch ließ er sich zunächst zum Apotheker ausbilden und studierte 1845/1846 Pharmazie an der Universität Jena. Während seines Studiums wurde er 1845 Mitglied der Burschenschaft Teutonia Jena. Nach seinem Studium verwaltete er einige Jahre eine Apotheke in Frankfurt am Main.
Während eines Aufenthalts in Wien lernte er die Herstellung von Tabakpfeifen aus Meerschaum kennen, worauf er 1860 in Hildburghausen eine Fabrik für Meerschaumwaren eröffnete. Noch 1866 schickte er zwölf Mitarbeiter zur Ausbildung nach Wien, wandte sich aber 1870/1871 einem neuen Metier zu. 

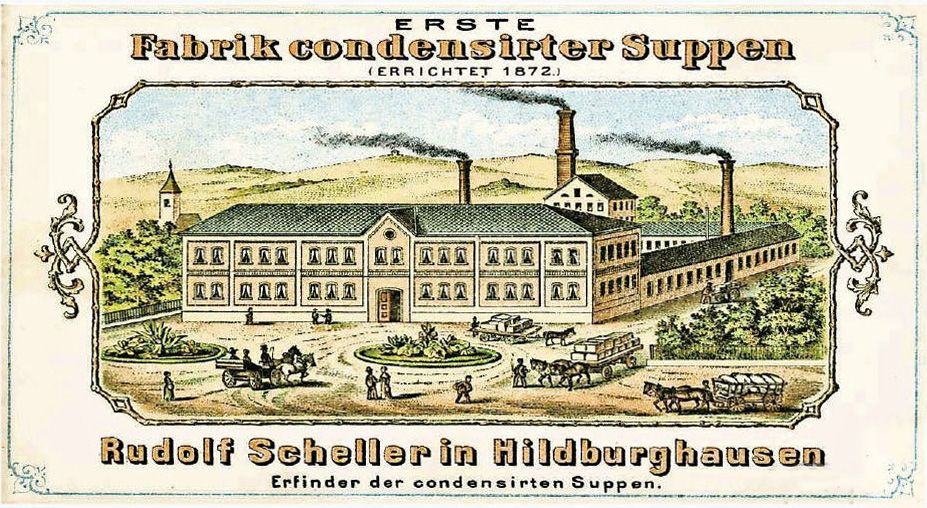
Schellers Fabrik für Tafelsuppen in Hildburghausen

Ihm war die einseitige Versorgung der Soldaten im Deutsch-Französischen Krieg mit der aus der von Johann Heinrich Grüneberg 1868 erfundenen Erbswurst herzustellenden Erbsensuppe aufgefallen. So experimentierte er mit anderen Suppenarten in trockener Form, die er „condensirt“ (also eingedampft) nannte. Vier davon konnte er schnell erfolgreich vermarkten: Erbsensuppe, Reissuppe, Gräupchensuppe und dunkle Mehlsuppe. Scheller presste Tafeln zu sechs Portionen, wobei er die Pressen selbst entwickelte und je eins der sechs Stücke für einen Teller Suppe ausreichte. Die nach unten konischen Suppentafeln hatten die Maße von zirka 9 cm × 7 cm × 1,5 cm. Die Suppentafeln bestanden aus Rindertalg, Gemüse und Gewürzen, denen Reis-, Grieß-, Weizen- oder Leguminosenmehle zugemischt waren, und wurden in Wasser aufgekocht. Fünf bis zehn Minuten Zeit waren zur individuellen verzehrfertigen Zubereitung erforderlich. Die Produktion im eigenen Betrieb begann 1872, während die Produktion von Meerschaumwaren zurückging. Großaufträge vom Militär für seine Suppen blieben allerdings aus, und Scheller setzte auf die Zivilbevölkerung.
Etwa 15 Jahre lang produzierte er ohne nennenswerte Konkurrenz und erreichte einen sehr hohen Absatz, auch durch Verkäufe bis in die USA. Dann kamen die Unternehmen Maggi und Knorr insbesondere durch intensive Werbung zunehmend stärker auf den Markt, mit denen der Hildburghausener Familienbetrieb nicht mithalten konnte. 
Mitte der 1890er Jahre resignierte Rudolf Scheller und zog zu einem seiner Söhne nach Münchengosserstädt, während ein anderer den Betrieb übernahm, wobei nun Dörrgemüse und Würzen im Vordergrund standen. Die Produktion lief bis 1947, ein Fabrikgebäude wurde in den 1920er Jahren verkauft und zu einer Gehörlosenschule umgebaut, heute ist dort die Polizeiinspektion Hildburghausen untergebracht.
Rudolf Scheller beschäftigte sich in Münchengosserstädt mit der Konstruktion eines Schwimmlern-Apparats, der von ihm zum Patent angemeldet wurde, sich aber nicht durchsetzte.

## Familie
Rudolf Scheller heiratete 1863 in Saalfeld Caroline geb. Kühner (1843–1911), deren Vater dort Lehrer und Kantor war. Das Ehepaar hatte vier Söhne, von denen der erste früh starb. Wilhelm (1864–1916) war Kaufmann in Saalfeld, Rudolf (1866–1943) wurde Apotheker und übernahm die Suppenfabrik, Arndt (1869–1938) war Pfarrer in Münchengosserstädt.